# Српска војничка гробља
Српска војничка гробља су настала током ратова у 20. веку и налазе се у више држава. Као главни меморијални споменик свим погинулим у периоду 1912-1918. године подигнут је Споменик Незнаном јунаку на Авали код Београда.
Из периода Првог српског устанка значајна је Ћеле-кула у Нишу.

## Балкански ратови
- Зебрњак — Македонија
- Српско војно гробље у Битољу — Македонија
- Спомен костурница погинулим ратницима 1912-1918. године на гробљу у Чачку — Србија
- Српско војничко спомен-гробље у Софији — Бугарска

## Први светски рат
Гробља из Првог светског рата ван Србије су:
- Српско војничко гробље на Зејтинлику — Грчка
- Маузолеј-костурница на острву Видо — Грчка
- Српско војничко гробље у Истанбулу - грчко предграђе Саматија - Турска; са 122 ту пренета погинула и умрла војника (1925);[1] из Истанбула је 218 војника пренето 1935. у Солун.[2]
- Српско војничко гробље у Јиндриховицама — Чешка
- Српско војничко гробље Нађмеђер (данас Велики Међер) — Словачка — 5464[3] сахрањених Срба, настрадалих у сабирном логору 1914-1918. године
- Српско војничко гробље Комарно, Трнава, Жилина, Илава, Банска Бистрица, Дунајска Стреда, Шаморин — Словачка
- Маузолеј југословенских војника у Оломоуцу — Чешка, 1188 војника
- Српско војно гробље у Битољу — Северна Македонија
- Српско војничко гробље у Скочивиру — Северна Македонија
- Спомен костурница у Удову — Северна Македонија
- Српско војно гробље у Добровенима — Северна Македонија
- Споменик јунацима Прве српске добровољачке дивизије — Румунија
- Српско војничко гробље у Тијеу код Париза — Француска, 756 војника[4]
  - Бивше војничко гробље на острву Фриул (Frioul) код Марсеја - остаци пренесени у Тије 1937.[5]
- Српска војничка гробља из Првог светског рата у Северној Африци
  - 24 српска војничка гробља у Тунису, Алжиру и Мароку, међу којима су најзначајнији у Сиди Абдали и Бизерти (833 војника) — укупно 3005 војника[6]
  - Српско војничко гробље у Мензел Бургиби у Тунису, 1790 војника
- Споменик српским војницима у селу Гардерену — Холандија
- Српско војничко гробље у Улму — Немачка
- Српско војничко гробље у Франкфурту — Немачка
- Војно гробље у Маутхаузену — Аустрија
- Гробље у Гредигу (Grödig) код Салцбурга - Аустрија[7]

У близини острва Видо у Грчкој није било довољно места за сахрањивање војника, па су бацани у море, то место је названо Плава гробница.
Војничка гробља из Првог светског рата у Србији су:
- Спомен костурница на Церу
- Спомен црква у Лазаревцу
- Спомен-костурница на Гучеву
- Спомен костурница на Мачковом камену
- Спомен костурница погинулим ратницима 1912-1918. године на гробљу у Чачку
- Спомен костурница у Нишкој тврђави

## Други светски рат
- Гробље ослободилаца Београда 1944. — Србија
- Спомен-гробље у Вукосавцима — Република Српска
- Спомен-гробље у Доњој Трнови — Република Српска
- Чачалица — Србија
- Српско војничко гробље у Оснабрику — Немачка
- Гробље при логору Шталаг III-A — Немачка[8]
- Гробље Јорк — Канада
- Гробље Фламино у Риму - Италија[9]

## Ратови 1991-1995
- Манастир Соколица (Равна Романија) — Република Српска
- Српско војничко спомен-гробље Мали Зејтинлик — Република Српска
- Српско војничко гробље у Вуковару — Хрватска